# Kościół Podwyższenia Krzyża Świętego w Sandomierzu
Kościół Podwyższenia Krzyża Świętego w Sandomierzu – rzymskokatolicki kościół parafialny należący do parafii pod tym samym wezwaniem (dekanat Sandomierz diecezji sandomierskiej).
Jest to świątynia wzniesiona w latach 1987–2000 według projektu sandomierskich architektów inżynier Zofii Łotkowskiej oraz inżyniera Mieczysława Frańczaka, odpowiedzialnego ze plany konstrukcji. Pieczę nad całością prac budowlanych sprawowali ks. Antoni Firmanty (do sierpnia 1991 roku) oraz ks. Józef Śmigiel. Wielką pomoc przy budowie kościoła okazywała rada parafialna, powołana przez księdza Józefa Śmigla. Kamień węgielny, poświęcony przez św. Jana Pawła II, został wmurowany w dniu 17 czerwca 1992 roku. Pierwsza msza święta w nowej świątyni (bez okien i drzwi) została odprawiona w Wielki Czwartek 1994 roku. Przez następne lata trwały prace dekoracyjno-wykończeniowe: zamontowano ołtarz (1997 rok), położona została posadzka, zostało wykonane ogrzewanie (1998 rok), kupiono organy (2000 rok). Uroczyście kościół został poświęcony przez biskupa Mariana Zimałka w dniu 17 września 2000 roku. Świątynia reprezentuje styl modernistyczny, została wybudowana z cegły, posiada nieregularny i dynamiczny kształt, na pierwszy rzut oka przypominający powiewający sztandar. Kościół jest węższy i wyższy z przodu, opada i rozszerza się pod kątem zgodnym z sąsiednimi ulicami ku tyłowi, gdzie znajdują się prezbiterium i zaplecze. Za wklęsłą elewacją frontową zwieńczoną krzyżem ukryta jest sześciokondygnacyjna wieża, z trzema dzwonami, zawieszonymi na ostatniej, otwartej kondygnacji. W formie świątyni nie można odnaleźć kąta prostego i prostej ściany. Po lewej stronie jest umieszczony rząd kurtynowych, falujących ścian i witraży z wizerunkami świętych, z kolei na prawo od wejścia witraże przedstawiają tajemnice różańcowe. Całą przestrzeń świątyni nakrywa akustyczny strop wykonany z drewna klejonego. Na ścianie ołtarzowej znajduje się duży drewniany krucyfiks umieszczony pomiędzy dekoracyjnie ułożonymi z cegieł ornamentami. Obok, po prawej stronie, jest usytuowana kaplica Matki Bożej Nieustającej Pomocy, natomiast z drugiej strony – dekoracyjne tabernakulum w kształcie metaloplastycznej glorii z kłosów zboża i winnych gron, wykonane przez profesora Dousę. Tylna część utrzymanej dzięki witrażom w półmroku świątyni jest otoczona przez białą emporę z malowanymi stacjami Drogi Krzyżowej.